# Quick (film, 1932)
Pour plus de détails, voir Fiche technique et Distribution.
Quick (titre original) est un film franco-allemand réalisé par Robert Siodmak en 1931 (tourné en deux versions, l'une allemande, l'autre française), sorti en 1932.

## Synopsis
Eva (Christine dans la version française) est la spectatrice assidue d'un numéro de clowns dont la vedette est Quick, lequel a remarqué la jeune femme qui s'est amourachée de lui. Un soir, après le spectacle, ils se croisent mais Eva ne reconnaît pas le clown sans son maquillage. Il se présente alors à elle comme Henkel, directeur du spectacle.

## Fiche technique
- Réalisation : Robert Siodmak
- Coréalisateur de la version française : André Daven
- Scénario : Hans Müller et Félix Gandéra, d'après la pièce de ce dernier
- Photographie : Otto Baecker et Günther Rittau
- Musique : Hans-Otto Borgmann, Werner R. Heymann et Gérard Jacobson
- Décors : Erich Kettelhut
- Producteur : Erich Pommer, pour la UFA
- Genre : Comédie
- Durée : 97 minutes (version allemande) - 85 minutes (version française)
- Dates de sortie : 
  - République de Weimar : 8 août 1932
  - France : 23 août 1932

## Distribution

### Version allemande
- Lilian Harvey : Eva
- Hans Albers : Quick
- Willy Stettner : Dicky
- Albert Kersten : Le professeur Bertram
- Paul Hörbiger :'Lademann
- Karl Meinhardt : Henkel
- Paul Westermeier : Clock
- Käthe Haack : Mme Koch
- Genia Nikolaieva : Marion
- Flockina von Platen : Charlotte
- Fritz Odemar : Le maître d'hôtel
- Jules Berry : petit rôle non crédité

### Version française
- Lilian Harvey : Christine Dawson
- Jules Berry : Quick
- Pierre Brasseur : Maxime
- Marcel André : Le docteur
- Armand Bernard : Lademann
- Pierre Finaly : Henkel
- Yvonne Hébert : Marion
- Paulette Duvernet : Charlotte
- Jeanne Fusier-Gir : L'amoureuse de Maxime
- Et Fernand Frey, Robert Goupil, Pierre Piérade